# Miguel Calderón (artista)
Miguel Calderón (Ciudad de México, 1 de junio de 1971) es un artista mexicano Su obra abarca diversos soportes como la pintura, el video, la fotografía y el cine y ha colaborado en distintos espacios en países como México, Estados Unidos, Polonia, Emiratos Árabes Unidos entre otros. Ha sido reconocido con diversos premios nacionales e internacionales. En la década de 1990 fue fundador de la galería La Panadería junto con otros artistas.

## Formación
Miguel Calderón, originario de la Ciudad de México, se trasladó en 1994 a los Estados Unidos para realizar sus estudios de Licenciatura en Artes visuales en el San Francisco Art Institute en San Francisco (California).
Recibió las becas Bancomer/Rockefeller Fellowship en el año de 1995 y The MacArthur Fellowship for Film and New Media en el 2000. También formó parte del programa Cisneros Fontanals Art Foundation Grant & Commissions en 2013.

## Obra artística
Por algunos críticos y artistas de la escena, Calderón es llamado el rebelde de la escena mexicana. Su obra se caracteriza por una estética que combina la comicidad y el humor negro. Principalmente hace referencias en sus obras a elementos de la cultura popular como videos musicales del momento, partidos de fútbol, telenovelas, entre otras, buscando un punto de vista alterno a lo usual. En las palabras de su galería en México, kurimanzutto, "su obra está unificada por un sentido de lo teatral, siempre presente, que cuestiona la delgada frontera entre la realidad y la ficción."
Para lograr su obra de ha valido de diversos soportes resultado de la experimentación en diversos espacios. Entre estos soportes se pueden encontrar audiovisuales como el video y la fotografía y más recientemente el cine, y plásticos como la escultura y pintura.

## Premios
- 2013 - Grants & Commissions Program 2013. CIFO - The Cisneros Fontanals Art Foundation. Estados Unidos.[6]
- 2000 - Rockefeller and MacArthur Foundation, Film-Video-Multimedia Fellowship. Estados Unidos.
- 1995 - Bancomer/Rockefeller. Ensayo sobre contaminación cultural: La Panadería. México.

Beca de Jóvenes Creadores. FONCA Fondo Nacional para la Cultura y las Artes. México.
Mención Honorífica. Séptima Bienal de Fotografía.  México.
- 1994 - Best Film at the San Francisco Art Institute. Estados Unidos.